# استودیوهای انیمیشن یونیورسال
استودیو های انیمیشن یونیورسال (به انگلیسی: Universal Animation Studios) که قبلاً به عنوان استودیوهای کارتون یونیورسال شناخته می شد، یک استودیوی انیمیشن آمریکایی است که به عنوان زیرمجموعه ان‌بی‌سی یونیورسال و بخشی از یونیورسال پیکچرز فعالیت می کند. این بخش برای فیلم های یونیورسال دنباله هایی منتشر کرده است، از جمله: سرزمین قبل از زمان و بالتو و همچنین فیلم ها و مجموعه های تلویزیونی دیگر.
در ۲۲ اوت ۲۰۱۶، بخش های انیمیشن تلویزیونی یونیورسال و دریم ورکس پس از اینکه یونیورسال خرید دریم ورکس انیمیشن را به پایان رساند، ادغام شدند.